# Euregio Karpaten

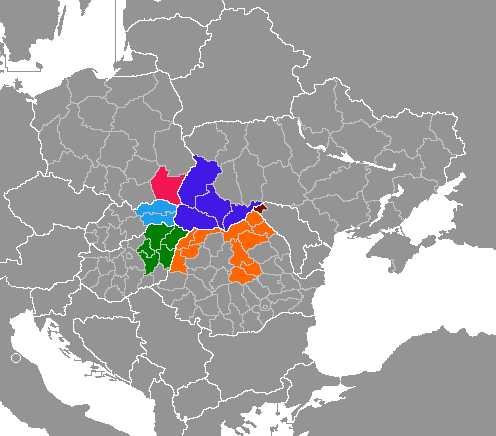
Locatie van Karpaten Euregio op de kaart van Europa

De Karpaten Euregio is een trans-nationale samenwerkingsstructuur (Euregio) die bestaat uit landen en hun bestuurlijke onderverdelingen die gelegen zijn in het gebied van de Karpaten. De Euregio is opgericht op 14 februari 1993 door de ministers van Buitenlandse Zaken van Polen, Oekraïne en Hongarije in de stad Debrecen. Ze is ontworpen om de mensen die wonen in de regio samen te brengen en de samenwerking te vergemakkelijken op het gebied van wetenschap, cultuur, onderwijs, handel, toerisme en economie. Het gebied heeft een oppervlakte van ongeveer 160.000 vierkante kilometer en er wonen ongeveer 15 miljoen mensen.
Door de grootte van het gebied is er binnen de regio een andere Euregio gevormd: Biharia Euroregio. Deze omvat district Bihor in Roemenië en comitaat Hajdú-Bihar in Hongarije.

## Leden
De Euregio bestaat uit negentien deelgebieden van landen:
- Hongarije
  - Comitaat Borsod-Abaúj-Zemplén
  - Comitaat Hajdú-Bihar
  - Comitaat Heves
  - Comitaat Jász-Nagykun-Szolnok
  - Comitaat Szabolcs-Szatmár-Bereg
- Oekraïne
  - Oblast Tsjernivtsi
  - Oblast Ivano-Frankivsk
  - Oblast Lviv
  - Oblast Transkarpatië
- Polen
  - Subkarpaten
- Roemenië
  - District Bihor
  - District Botoșani
  - District Harghita
  - District Maramureș
  - District Sălaj
  - District Satu Mare
  - District Suceava
- Slowakije
  - Regio Košice
  - Regio Prešov

## Grootste steden
De grootste steden zijn:
- Hongarije: Miskolc, Nyíregyháza, Szolnok, Debrecen
- Oekraïne: Lviv, Ivano-Frankivsk, Tsjernivtsi, Oezjhorod
- Polen: Rzeszów, Przemyśl, Sanok, Krosno
- Roemenië: Botoșani, Zalău, Suceava, Baia Mare, Oradea, Satu Mare, Rădăuți, Miercurea-Ciuc, Odorheiu Secuiesc
- Slowakije: Prešov, Košice, Moldava nad Bodvou